# Supercopa do Uruguai de Futebol de 2020
Supercopa do Uruguai de 2020, também conhecida oficialmente como Supercopa Uruguaya, foi a terceira edição do torneio. Uma competição uruguaia de futebol, organizada pela Associação Uruguaia de Futebol (AUF) que vai reunir as equipes campeãs do Campeonato Uruguaio e do Torneio Intermédio do ano anterior. A competição será decidida em um único jogo, marcado para 2 de fevereiro, no Estádio Domingo Burgueño Miguel, em Maldonado. Em caso de empate nos 90 minutos do tempo normal, haverá prorrogação e se a igualdade persistir a 3ª edição da Supercopa deverá ser decidida nos pênaltis.

## História
A Supercopa foi disputada em duas ocasiões, primeiramente em 2018, entre o Campeão Uruguaio Peñarol, contra o Campeão do Torneio Intermédio Nacional, vitória aurinegra por 3–1 no tempo regulamentar. Na segunda edição, em 2019, o Campeão do Torneio Intermédio Nacional teve sua revanche e venceu o Campeão Uruguaio Peñarol, por 4–3 nos pênaltis após um 1–1 no tempo normal, em jogo único.

## Participantes
| Clube     | Cidade     | Classificação                                                | Participação |
| --------- | ---------- | ------------------------------------------------------------ | ------------ |
| Nacional  | Montevidéu | Campeão da Primeira Divisão do Campeonato Uruguaio de 2019   | 3ª           |
| Liverpool | Montevidéu | Campeão do Torneio Intermédio do Campeonato Uruguaio de 2019 | 1ª           |

## Partida
| 2 de fevereiro de 2020 | Liverpool                                        | 4 – 2 | Nacional                    | Estádio Domingo Burgueño Miguel, Maldonado |
| A definir (UTC−3)      | Dávila 4' · Medina 57' · Correa 106' · Díaz 111' |       | 79' Carballo · 90+5' Castro | Árbitro: Gustavo Tejera                    |

## Premiação
| Supercopa do Uruguai de 2020    |
| ------------------------------- |
| Liverpool Campeão (1º.º título) |